# Китее
Китее (на фински Kitee, на шведски: Kides, Кидес) е град и община в югоизточна Финландия. По данни от преброяването на 31 март 2010 г. населението му е 9364 души, като гъстотата му е 10,82 души на km². Територията, която заема е 1,142 km², 25 % от които са водни площи. Намира се в провинция Източна Финландия, чиято столица е Микели.

## Личности
Родени
- Таря Турунен
- Туомас Холопайнен
- Емпу Вуоринен